# Pitigrilli

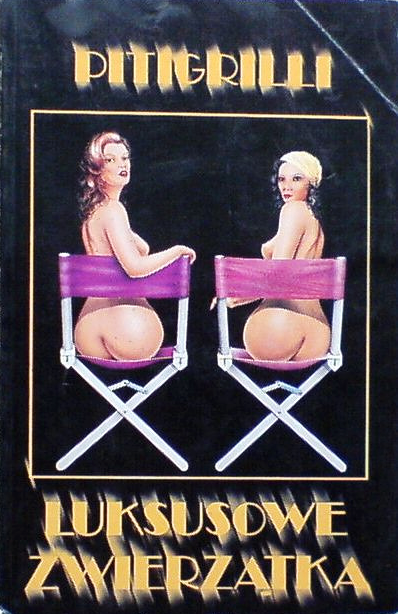
Luksusowe zwierzątka (1920), Pitigrilli, Dream Press, Łódź/Kopenhaga, 1990.

Pitigrilli, właśc. Dino Segre (ur. 9 maja 1893 w Turynie, zm. 8 maja 1975 tamże) – włoski pisarz, autor skandalizujących książek, uważany za pornografa (w myśl obowiązujących w dwudziestoleciu międzywojennym kryteriów). Po dojściu Mussoliniego do władzy wyemigrował do Paryża, a później do Argentyny, skąd po wojnie wrócił do Europy jako moralista i człowiek głęboko wierzący, nawrócony na katolicyzm.
W 1951 wszystkie jego utwory zostały wycofane z polskich bibliotek oraz objęte cenzurą.

## Wybrane tytuły
- Luksusowe zwierzątka (wł. Mammiferi di lusso, zbiór nowel, 1920)
- Pas cnoty (wł. La cintura di castità, zbiór nowel, 1921)
- Kokaina (wł. Cocaina, powieść, 1922)
- 18 karatów dziewictwa (wł. La vergine a 18 carati, powieść, 1922)
- Sadzawka Siloe (wł. La piscina Siloe, powieść, 1947)
- Pitigrilli mówi o Pitigrillim (wł. Pitigrilli parla di Pitigrilli, powieść, 1947)
- Taniec szympansów (wł. La danza degli scimpanzé, powieść, 1955)
- Dzieci deformują łono (wł. I figli deformano il ventre, powieść, 1957)